# Associazione Sportiva Fiammamonza Dilettante 2006-2007
Questa voce raccoglie le informazioni riguardanti la Associazione Sportiva Fiammamonza Dilettante nelle competizioni ufficiali della stagione 2006-2007.

## Organigramma societario
Area direttiva
- Consigliere: Mario Merati
- Consigliere: Stella La Capria
- Segretaria: Jana Nováková

## Rosa
| N. |                   | Ruolo | Calciatrice        |
| -- | ----------------- | ----- | ------------------ |
|    | Italia (bandiera) | P     | Chiara Marchitelli |
|    | Italia (bandiera) | P     | Giada Ferraro      |
|    | Italia (bandiera) | D     | Paola Balconi      |
|    | Italia (bandiera) | D     | Rita Bertoni       |
|    | Italia (bandiera) | D     | Samantha Ceroni    |
|    | Italia (bandiera) | D     | Roberta D'Adda     |
|    | Italia (bandiera) | D     | Chiara Dedè        |
|    | Italia (bandiera) | D     | Laura Donghi       |
|    | Italia (bandiera) | D     | Elena Rivolta      |
|    | Italia (bandiera) | C     | Viviana Schiavi    |

| N. |                     | Ruolo | Calciatrice           |
| -- | ------------------- | ----- | --------------------- |
|    | Italia (bandiera)   | C     | Michela Greco         |
|    | Svizzera (bandiera) | C     | Serenella Liberati    |
|    | Italia (bandiera)   | C     | Cristina Murelli      |
|    | Italia (bandiera)   | C     | Venusia Paliotti      |
|    | Italia (bandiera)   | C     | Naila Ramera          |
|    | Italia (bandiera)   | C     | Valentina Ronsisvalle |
|    | Italia (bandiera)   | CA    | Daniela Stracchi      |
|    | Italia (bandiera)   | A     | Chiara Gazzoli        |
|    | Italia (bandiera)   | A     | Roberta Palmieri      |
|    | Italia (bandiera)   | A     | Veronica Vinci        |

## Calciomercato

### Sessione estiva
| Acquisti | Acquisti        | Acquisti    | Acquisti   |
| R.       | Nome            | da          | Modalità   |
| -------- | --------------- | ----------- | ---------- |
| D        | Samantha Ceroni | Fiammamonza | definitivo |
| C        | Naila Ramera    | Atalanta    | prestito   |

| Cessioni | Cessioni       | Cessioni | Cessioni                  |
| R.       | Nome           | a        | Modalità                  |
| -------- | -------------- | -------- | ------------------------- |
| C        | Marianna Hofer |          | ritiro dal calcio giocato |

### Sessione invernale
|  |

|  |

## Risultati

### Serie A

#### Girone di andata
| Arbitro: | Perroni (Biella) |

|            |           |  |
| Ceroni 84’ | Marcatori |  |

| Arbitro: | Manuel Briganti (Milano) |

|                 |           |                                                                     |
| Boni 88’ (rig.) | Marcatori | 19’, 47’, 49’, 63’ Paliotti 59’ Ceroni 76’, 77’ Stracchi 80’ Ramera |

| Monza 21 ottobre 2006 3ª giornata | Fiammamonza       | 0 – 0 referto | Vigor Senigallia | Stadio Gino Alfonso Sada (ca. 200 spett.)\| Arbitro: \| Barigazzi (Parma) \| |
| Arbitro:                          | Barigazzi (Parma) |               |                  |                                                                              |

| Arbitro: | Matteo Michieli (Padova) |

|              |           |             |
| Camporese 3’ | Marcatori | 77’ Balconi |

| Arbitro: | Matteo Milani (Verona) |

|             |           |  |
| Paliotti 5’ | Marcatori |  |

| Arbitro: | Francesco Benedetto (Messina) |

|              |           |             |
| Bonometti 6’ | Marcatori | 8’ Paliotti |

| Arbitro: | Umberto Parimbelli (Bergamo) |

|            |           |                      |
| Ceroni 35’ | Marcatori | 16’ (rig.), 92’ Boni |

| Reggio Emilia 9 dicembre 2006 8ª giornata | Reggiana                 | 0 – 0 referto | Fiammamonza | Stadio Mirabello\| Arbitro: \| Antonio Genova (Bologna) \| |
| Arbitro:                                  | Antonio Genova (Bologna) |               |             |                                                            |

| Arbitro: | Carlo Calabrese (Lecco) |

|  |           |               |
|  | Marcatori | 52’ Ficarelli |

| Arbitro: | Maurizio Loni (Cagliari) |

|                           |           |                        |
| Conti 8’ Domenichetti 85’ | Marcatori | 47’ Donghi 93’ Gazzoli |

| Monza 20 gennaio 2007 11ª giornata | Fiammamonza            | 0 – 0 referto | Agliana | Stadio Gino Alfonso Sada\| Arbitro: \| Matteo Milani (Verona) \| |
| Arbitro:                           | Matteo Milani (Verona) |               |         |                                                                  |

#### Girone di ritorno
| Arbitro: | Daniele Martinelli (Roma 2) |

|  |           |            |
|  | Marcatori | 5’ Gazzoli |

| Arbitro: | Emanuele Cocchiara (Piacenza) |

|                                                          |           |                    |
| Gazzoli 28’, 29’ (rig.) D'Adda 49’ (rig.) Greco 54’, 59’ | Marcatori | 8’ Duò 85’ Zanetti |

| Arbitro: | Simone Manise (???) |

|                            |           |                          |
| Becci 56’ Tagliabracci 72’ | Marcatori | 48’ Stracchi 76’ Murelli |

| Arbitro: | Flavio Ricciardella (Verona) |

|                                         |           |  |
| D'Adda 3’ Gazzoli 31’ Paliotti 59’, 70’ | Marcatori |  |

| Arbitro: | Davide Prestia (Genova) |

|  |           |           |
|  | Marcatori | 6’ Ramera |

| Monza 24 marzo 2007 17ª giornata | Fiammamonza                  | 0 – 0 referto | Atalanta | Stadio Gino Alfonso Sada\| Arbitro: \| Flavio Ricciardella (Verona) \| |
| Arbitro:                         | Flavio Ricciardella (Verona) |               |          |                                                                        |

| Arbitro: | Lorenzo Ferrari (Mestre) |

|          |           |  |
| Boni 29’ | Marcatori |  |

| Arbitro: | Marco Battistino (Torino) |

|             |           |           |
| Murelli 56’ | Marcatori | 28’ Serra |

| San Donato Milanese 28 aprile 2007 20ª giornata | ACF Milan                       | 0 – 0 referto | Fiammamonza | Centro SNAM 1\| Arbitro: \| Gianluca Manganiello (Pinerolo) \| |
| Arbitro:                                        | Gianluca Manganiello (Pinerolo) |               |             |                                                                |

| Arbitro: | Andrea Riccardi (Novara) |

|                             |           |           |
| Ramera 24’ Murelli 53’, 80’ | Marcatori | 35’ Ricco |

| Arbitro: | Busala (Roma) |

|             |           |           |
| Capalbo 61’ | Marcatori | 8’ Ramera |

### Coppa Italia

#### Primo turno
Primo turno Serie A e Serie A2, Girone 2
| Arbitro: | Massimo Pasolini (Brescia) |

|  |           |                                        |
|  | Marcatori | Ramera Gazzoli Balconi Schiavi Murelli |

| Arbitro: | Morra (Torino) |

|                              |           |  |
| Donghi 26’, 50’ Stracchi 86’ | Marcatori |  |

| Arbitro: | Andrea Riccardi (Novara) |

|  |           |                         |
|  | Marcatori | 23’ Ramera 81’ Paliotti |

| Arbitro: | Perron (Biella) |

|                       |           |                     |
| Schiavi 83’ Greco 89’ | Marcatori | 6’ (rig.) Carminati |

#### Secondo turno
Secondo turno Serie A e Serie A2
| Arbitro: | Davide Fiori (Novi Ligure) |

|            |           |  |
| Pasqui 31’ | Marcatori |  |

| Monza 28 febbraio 2007 Ritorno | Fiammamonza | 0 – 2 | Torino | Stadio Gino Alfonso Sada |

### Supercoppa
| Arbitro: | Filippo Peron (Biella) |

|             |           |  |
| Gazzoli 61’ | Marcatori |  |

### Women's Cup

#### Prima fase a gironi
Girone 5
| Arbitro: | Hilal Tuba Tosun Ayer |

|  |           |             |
|  | Marcatori | Gazzoli 17’ |

| Arbitro: | Ann-Helen Rosenberg |

|              |           |  |
| Luchonak 24’ | Marcatori |  |

| Arbitro: | Ann-Helen Rosenberg |

|                             |           |  |
| Balconi 26’ Ramera 32’, 89’ | Marcatori |  |

## Statistiche

### Statistiche di squadra
| Competizione        | Punti | In casa | In casa | In casa | In casa | In casa | In casa | In trasferta | In trasferta | In trasferta | In trasferta | In trasferta | In trasferta | Totale | Totale | Totale | Totale | Totale | Totale | DR  |
| Competizione        | Punti | G       | V       | N       | P       | Gf      | Gs      | G            | V            | N            | P            | Gf           | Gs           | G      | V      | N      | P      | Gf     | Gs     | DR  |
| ------------------- | ----- | ------- | ------- | ------- | ------- | ------- | ------- | ------------ | ------------ | ------------ | ------------ | ------------ | ------------ | ------ | ------ | ------ | ------ | ------ | ------ | --- |
| Serie A             | 35    | 11      | 5       | 4       | 2       | 16      | 7       | 11           | 3            | 7            | 1            | 17           | 9            | 22     | 8      | 11     | 3      | 33     | 16     | +17 |
| Coppa Italia        | -     | 3       | 2       | 0       | 1       | 5       | 3       | 3            | 2            | 0            | 1            | 10           | 1            | 6      | 4      | 0      | 2      | 15     | 4      | +11 |
| Supercoppa italiana | -     | -       | -       | -       | -       | -       | -       | -            | -            | -            | -            | -            | -            | 1      | 1      | 0      | 0      | 1      | 0      | +1  |
| UEFA Women's Cup    | -     | -       | -       | -       | -       | -       | -       | -            | -            | -            | -            | -            | -            | 3      | 2      | 0      | 1      | 4      | 1      | +3  |
| Totale              | -     | -       | -       | -       | -       | -       | -       | -            | -            | -            | -            | -            | -            | 32     | 15     | 11     | 6      | 53     | 21     | +32 |

### Statistiche delle giocatrici
| Giocatore      | Serie A  | Serie A | Serie A     | Serie A    | Coppa Italia | Coppa Italia | Coppa Italia | Coppa Italia | Supercoppa | Supercoppa | Supercoppa  | Supercoppa | Women's Cup | Women's Cup | Women's Cup | Women's Cup | Totale   | Totale | Totale      | Totale     |
| Giocatore      | Presenze | Reti    | Ammonizioni | Espulsioni | Presenze     | Reti         | Ammonizioni  | Espulsioni   | Presenze   | Reti       | Ammonizioni | Espulsioni | Presenze    | Reti        | Ammonizioni | Espulsioni  | Presenze | Reti   | Ammonizioni | Espulsioni |
| -------------- | -------- | ------- | ----------- | ---------- | ------------ | ------------ | ------------ | ------------ | ---------- | ---------- | ----------- | ---------- | ----------- | ----------- | ----------- | ----------- | -------- | ------ | ----------- | ---------- |
| P. Balconi     | 15       | 1       | 2           | 0          | ?            | ?            | ?            | ?            | ?          | 0          | ?           | ?          | 3           | 1           | 0           | 0           | 18+      | 2+     | 2+          | 0+         |
| R. Bertoni     | 6        | 0       | 0           | 0          | ?            | ?            | ?            | ?            | 0          | 0          | 0           | 0          | 2           | 0           | 0           | 0           | 8+       | 0+     | 0+          | 0+         |
| S. Ceroni      | 19       | 3       | 2           | 1          | ?            | ?            | ?            | ?            | 1          | 0          | ?           | ?          | 3           | 0           | 0           | 0           | 23+      | 3+     | 2+          | 1+         |
| R. D'Adda      | 15       | 2       | 1           | 0          | ?            | ?            | ?            | ?            | 1          | 0          | ?           | ?          | 3           | 0           | 0           | 0           | 19+      | 2+     | 1+          | 0+         |
| C. Dedè        | 9        | 0       | 0           | 0          | ?            | ?            | ?            | ?            | 1          | 0          | ?           | ?          | 1           | 0           | 0           | 0           | 11+      | 0+     | 0+          | 0+         |
| V. Del Fiol    | -        | -       | -           | -          | ?            | ?            | ?            | ?            | -          | -          | -           | -          | 1           | 0           | 0           | 0           | 1+       | 0+     | 0+          | 0+         |
| L. Donghi      | 22       | 1       | 3           | 0          | ?            | ?            | ?            | ?            | 1          | 0          | ?           | ?          | 3           | 0           | 2           | 0           | 26+      | 1+     | 5+          | 0+         |
| G. Ferraro     | 3        | -4      | 0           | 0          | ?            | ?            | ?            | ?            | 0          | 0          | 0           | 0          | 1           | 0           | 0           | 0           | 4+       | -4+    | 0+          | 0+         |
| I. Franchin    | -        | -       | -           | -          | ?            | ?            | ?            | ?            | 0          | 0          | 0           | 0          | -           | -           | -           | -           | 0+       | 0+     | 0+          | 0+         |
| C. Gazzoli     | 18       | 5       | 2           | 0          | ?            | ?            | ?            | ?            | 1          | 1          | ?           | ?          | 3           | 1           | 0           | 0           | 22+      | 7+     | 2+          | 0+         |
| M. Greco       | 19       | 2       | 4           | 0          | ?            | ?            | ?            | ?            | -          | -          | -           | -          | -           | -           | -           | -           | 19+      | 2+     | 4+          | 0+         |
| S. Liberati    | 2        | 0       | 0           | 0          | ?            | ?            | ?            | ?            | 0          | 0          | 0           | 0          | 1           | 0           | 0           | 0           | 3+       | 0+     | 0+          | 0+         |
| C. Marchitelli | 20       | -12     | 0           | 1          | ?            | ?            | ?            | ?            | 1          | 0          | ?           | ?          | 3           | -1          | 0           | 0           | 24+      | -13+   | 0+          | 1+         |
| C. Murelli     | 21       | 4       | 3           | 0          | ?            | ?            | ?            | ?            | 1          | 0          | ?           | ?          | 3           | 0           | 0           | 0           | 25+      | 4+     | 3+          | 0+         |
| V. Paliotti    | 21       | 8       | 2           | 0          | ?            | ?            | ?            | ?            | -          | -          | -           | -          | 1           | 0           | 0           | 0           | 22+      | 8+     | 2+          | 0+         |
| R. Palmieri    | 1        | 0       | 0           | 0          | ?            | ?            | ?            | ?            | 0          | 0          | 0           | 0          | -           | -           | -           | -           | 1+       | 0+     | 0+          | 0+         |
| N. Ramera      | 17       | 4       | 2           | 0          | ?            | ?            | ?            | ?            | 1          | 0          | ?           | ?          | 3           | 2           | 1           | 0           | 21+      | 6+     | 3+          | 0+         |
| E. Rivolta     | 19       | 0       | 4           | 0          | ?            | ?            | ?            | ?            | 1          | 0          | ?           | ?          | 3           | 0           | 0           | 0           | 23+      | 0+     | 4+          | 0+         |
| V. Ronsisvalle | 14       | 0       | 0           | 0          | ?            | ?            | ?            | ?            | 1          | 0          | ?           | ?          | 2           | 0           | 0           | 0           | 17+      | 0+     | 0+          | 0+         |
| V. Schiavi     | 18       | 0       | 1           | 0          | ?            | ?            | ?            | ?            | 1          | 0          | ?           | ?          | 3           | 0           | 0           | 0           | 22+      | 0+     | 1+          | 0+         |
| D. Stracchi    | 20       | 3       | 2           | 1          | ?            | ?            | ?            | ?            | -          | -          | -           | -          | -           | -           | -           | -           | 20+      | 3+     | 2+          | 1+         |
| V. Vinci       | 9        | 0       | 0           | 0          | ?            | ?            | ?            | ?            | 0          | 0          | 0           | 0          | 1           | 0           | 0           | 0           | 10+      | 0+     | 0+          | 0+         |